# Meridià 90 a l'oest
El meridià 90 a l'oest de Greenwich és una línia de longitud que s'estén des del pol Nord travessant l'oceà Àrtic, Amèrica, l'oceà Atlàntic, l'oceà Pacífic, l'oceà Antàrtic, i l'Antàrtida fins al pol Sud.
El meridià 90 a l'oest forma un cercle màxim amb el meridià 90 a l'est. Com tots els altres meridians, la seva longitud correspon a una semicircumferència terrestre, uns 20.003,932 km. Al nivell de l'Equador, és a una distància del meridià de Greenwich de 10.018 km.

## De Pol a Pol
Començant en el pol Nord i dirigint-se cap al pol Sud, aquest meridià travessa:
| Coordenades                             | País, territori o mar     | Notes |
| --------------------------------------- | ------------------------- | --- |
| 90° 0′ N, 90° 0′ O / 90.000°N,90.000°O  | Oceà Àrtic                | |
| 81° 54′ N, 90° 0′ O / 81.900°N,90.000°O | Canadà                    | Nunavut — Ellesmere |
| 81° 1′ N, 90° 0′ O / 81.017°N,90.000°O  | Estret de Nansen          | |
| 80° 31′ N, 90° 0′ O / 80.517°N,90.000°O | Canadà                    | Nunavut — Illa d'Axel Heiberg |
| 78° 17′ N, 90° 0′ O / 78.283°N,90.000°O | Badia de Noruega          | |
| 76° 56′ N, 90° 0′ O / 76.933°N,90.000°O | Canadà                    | Nunavut — Illa Graham |
| 77° 13′ N, 90° 0′ O / 77.217°N,90.000°O | Badia de Noruega          | |
| 75° 28′ N, 90° 0′ O / 75.467°N,90.000°O | Canadà                    | Nunavut — Illa Kent del Nord i Illa Devon |
| 74° 34′ N, 90° 0′ O / 74.567°N,90.000°O | Estret de Barrow          | |
| 74° 4′ N, 90° 0′ O / 74.067°N,90.000°O  | Canadà                    | Nunavut — Port Leopold |
| 73° 59′ N, 90° 0′ O / 73.983°N,90.000°O | Estret del Príncep Regent | |
| 72° 4′ N, 90° 0′ O / 72.067°N,90.000°O  | Canadà                    | Nunavut — Illa de Baffin |
| 71° 31′ N, 90° 0′ O / 71.517°N,90.000°O | Golf de Boothia           | |
| 69° 7′ N, 90° 0′ O / 69.117°N,90.000°O  | Canadà                    | Nunavut — nombroses illes inclosa illa Helen, i terra ferma |
| 63° 46′ N, 90° 0′ O / 63.767°N,90.000°O | Badia de Hudson           | |
| 56° 51′ N, 90° 0′ O / 56.850°N,90.000°O | Canadà                    | Manitoba Ontario — des de 56° 13′ N, 90° 0′ O / 56.217°N,90.000°O |
| 48° 3′ N, 90° 0′ O / 48.050°N,90.000°O  | Estats Units              | Minnesota |
| 47° 49′ N, 90° 0′ O / 47.817°N,90.000°O | Llac Superior             | |
| 46° 41′ N, 90° 0′ O / 46.683°N,90.000°O | Estats Units              | Michigan Wisconsin — des de 46° 19′ N, 90° 0′ O / 46.317°N,90.000°O Illinois — des de 42° 30′ N, 90° 0′ O / 42.500°N,90.000°O Missouri — des de 37° 58′ N, 90° 0′ O / 37.967°N,90.000°O, passa 2 km a l'est de Ste. Genevieve Arkansas — des de 36° 0′ N, 90° 0′ O / 36.000°N,90.000°O Tennessee — des de 35° 33′ N, 90° 0′ O / 35.550°N,90.000°O, passa a través de Memphis (at 35° 8′ N, 90° 0′ O / 35.133°N,90.000°O) Mississipi — des de 35° 0′ N, 90° 0′ O / 35.000°N,90.000°O, passa a través de Brandon (at 32° 17′ N, 90° 0′ O / 32.283°N,90.000°O) un suburbi de Jackson Louisiana — des de 31° 0′ N, 90° 0′ O / 31.000°N,90.000°O, passa a l'est de Nova Orleans (a 29° 58′ N, 90° 3′ O / 29.967°N,90.050°O) |
| 29° 13′ N, 90° 0′ O / 29.217°N,90.000°O | Golf de Mèxic             | |
| 21° 10′ N, 90° 0′ O / 21.167°N,90.000°O | Mèxic                     | Yucatán Campeche — des de 20° 28′ N, 90° 0′ O / 20.467°N,90.000°O |
| 17° 49′ N, 90° 0′ O / 17.817°N,90.000°O | Guatemala                 | |
| 13° 57′ N, 90° 0′ O / 13.950°N,90.000°O | El Salvador               | |
| 13° 41′ N, 90° 0′ O / 13.683°N,90.000°O | Oceà Pacífic              | Passa a l'oest de l'illa Genovesa, Galápagos, Equador (a 0° 19′ N, 89° 58′ O / 0.317°N,89.967°O) · passa a l'est de l'illa Santa Fe, Galápagos, Equador (a 0° 49′ S, 90° 2′ O / 0.817°S,90.033°O) |
| 60° 0′ S, 90° 0′ O / 60.000°S,90.000°O  | Oceà Antàrtic             | |
| 72° 36′ S, 90° 0′ O / 72.600°S,90.000°O | Antàrtida                 | Frontera entre el territori no reclamat (a l'oest) i el Territori Antàrtic Xilè, reclamat per Xile |